# Premio Bicentenario
El Premio Bicentenario de Chile, otorgado anualmente durante el período 2000-2009 hasta completar un decálogo de personas notables, es un reconocimiento a aquellas personas cuya labor y contribución social y cultural al país ha marcado un hito y, a la vez, ha constituido un aporte sustancial en el desarrollo de Chile.
El premio fue concebido como parte de las celebraciones de dicha conmemoración en 2010.
Su organización estuvo a cargo de la Corporación del Patrimonio Cultural de Chile, la Universidad de Chile y la Comisión Asesora Presidencial para el Bicentenario de la República (Comisión Bicentenario).

## Galardonados
| Año  | Premiado                   | Imagen |
| ---- | -------------------------- | ------ |
| 2000 | Eugenio Heiremans          |        |
| 2001 | Nicanor Parra              |        |
| 2002 | Gabriel Valdés             |        |
| 2003 | Gabriel Guarda             |        |
| 2004 | Luis Merino Montero        |        |
| 2005 | Fernando Monckeberg Barros |        |
| 2006 | Mateo Martinic             |        |
| 2007 | Patricia Matte             |        |
| 2008 | Fernando Castillo Velasco  |        |
| 2009 | Renato Poblete             |        |